# Estadio España Soyapango
El Estadio España de Soyapango,  forma parte del Polideportivo salesiano de FUSALMO, es un complejo deportivo multi-usos que se encuentra ubicado en la esquina Nor-Poniente, intersección de Calle antigua Tonacatepeque, contiguo a paso a desnivel, final calle Padre Salazar Simpson, en el municipio de Soyapango, el estadio no tiene un equipo oficial ya que ninguno lo tiene como sede, el equipo de Marte Soyapango jugó una temporada en él, pero luego no se llegó a ningún acuerdo, con las autoridades del estadio.

## Historia
La intervención de instituciones privadas sin fines de lucros en la creación de espacios deportivos como lo es la fundación Salvador del Mundo (FUSALMO), promovió la creación de este Polideportivo que cuenta con este estadio de muy buena capacidad aun para ampliar su aforo.
Financiado por el Gobierno de España en colaboración con el Gobierno de El Salvador, el operador del recinto es la congregación de Salesianos Don Bosco, a ellos les corresponde la administración del estadio de fútbol y todas las instalaciones del Polideportivo.
En el 2004 se entregó formalmente a los Salesianos la gestión de una formidable estructura destinada a acoger a grandes y chicos. El complejo deportivo fue inaugurado por el presidente del gobierno español, de ese entonces D. José María Aznar, en lo que es el Estadio España, he ahí el porqué del nombre, por la colaboración de España.

## Instalaciones y capacidad
El estadio se incluye en un conjunto que se desarrolla en un terreno de 81 635,69 m² y se compone por los siguientes espacios:
- Un estadio, que contiene una pista de atletismo, una cancha de fútbol, graderías y espacios complementarios. (15 000 m²).
- Canchas de Básquetbol, Voleibol y Fútbol rápido (13 500 m²).
- Plaza de concreto. (6000 m²)
- Un estacionamiento distribuido en siete grupos, con una capacidad de 328 carros, incluyendo 12 plazas para estacionamiento de buses (10 000 m²).
- Además cuenta con un anfiteatro, sala de usos múltiples, aulas de informática, además de las oficinas administrativas.

1. Estadio España, cancha engramada y graderíos con capacidad 5000 personas, iluminado, pista de atletismo e instalaciones bajo graderías.
2. Canchas de fútbol sala con iluminación, 3 canchas de fútbol, plazas y aceras para circulación
3. Un edificio con salones multiusos, oficinas administrativas, capilla, un salón de reuniones con capacidad para 150 personas
4. Anfiteatro al aire libre con capacidad de 650 personas.
5. Aulas para desarrollo de las clases (capacidad 35 personas).

## Servicios
La dimensión deportiva es vital en este centro de inspiración salesiana. El clásico oratorio salesiano cuenta con un torneo permanente de fútbol en el que participan 750 jóvenes en 50 equipos.
El atletismo ha logrado medallas en competencias latinoamericanas. Las niñas han sobresalido en patinaje en competencias centroamericanas. Tres jóvenes futbolistas han sido aceptados en la selección nacional.
De este modo millares de jóvenes, que carecían de espacios y ofertas de calidad, ahora cuentan con estas casas de acogida abiertas a todos los que quieren respirar un ambiente estimulante y de convivencia pacífica.

## Eventos
Cada año se celebra un multifestival de una semana de duración que comprende competencias deportivas, artísticas y recreativas. Unas tres mil personas, entre participantes y asistentes, se dan cita en este evento de altura.
Juegos Estudiantiles de El Salvador, Evento multideportivo, Conciertos